# 阿图尔·霍夫曼
阿图尔·霍夫曼（德語：Arthur Hoffmann，1887年12月10日—1932年4月4日），德国男子田径运动员，主攻短跑、跳远。他曾代表德国参加1908年夏季奥林匹克运动会田径比赛，获得男子混合接力银牌。